# Astragalus oophorus
Astragalus oophorus es una  especie de planta herbácea perteneciente a la familia de las leguminosas. Es originaria de Estados Unidos

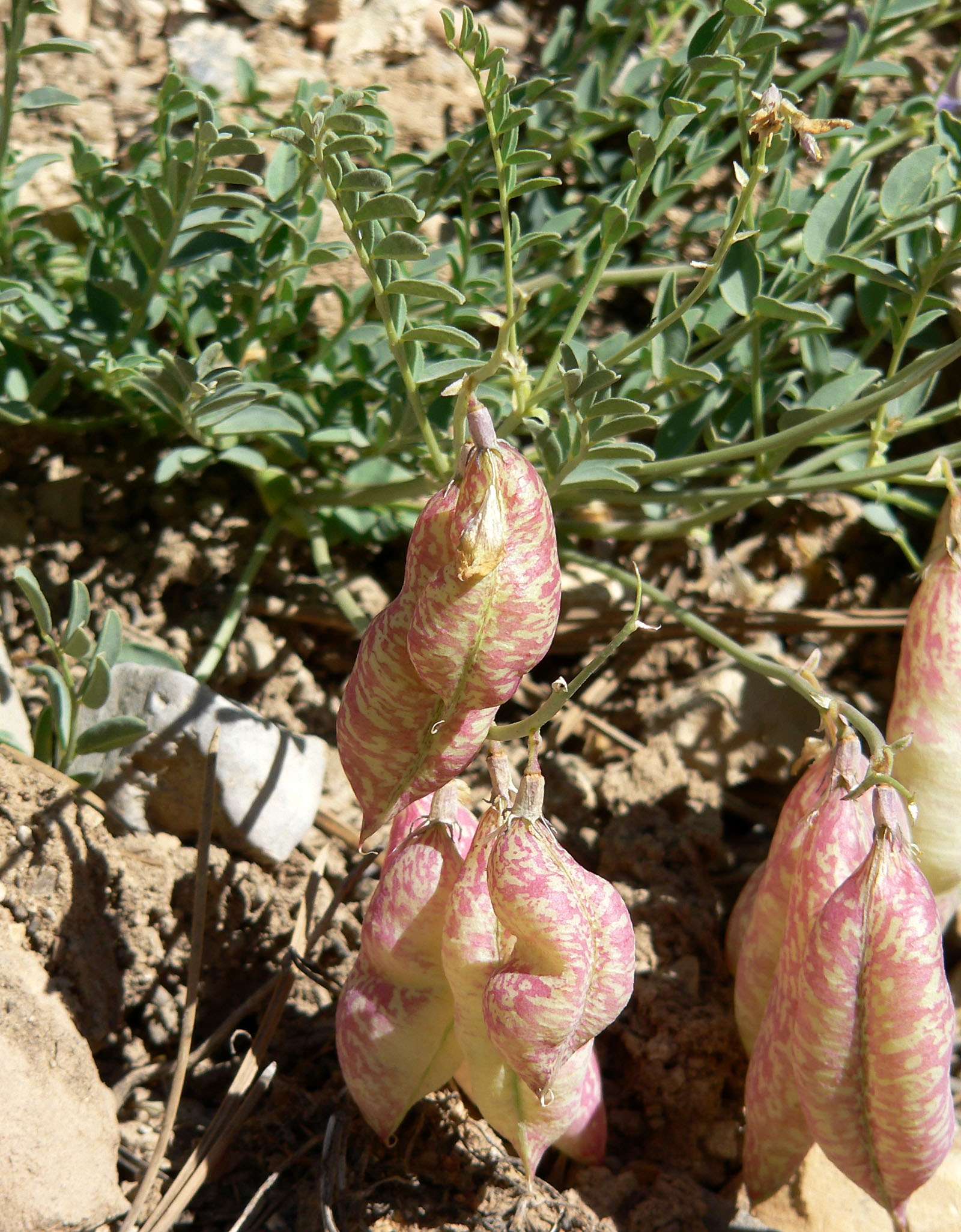
Vista de la planta

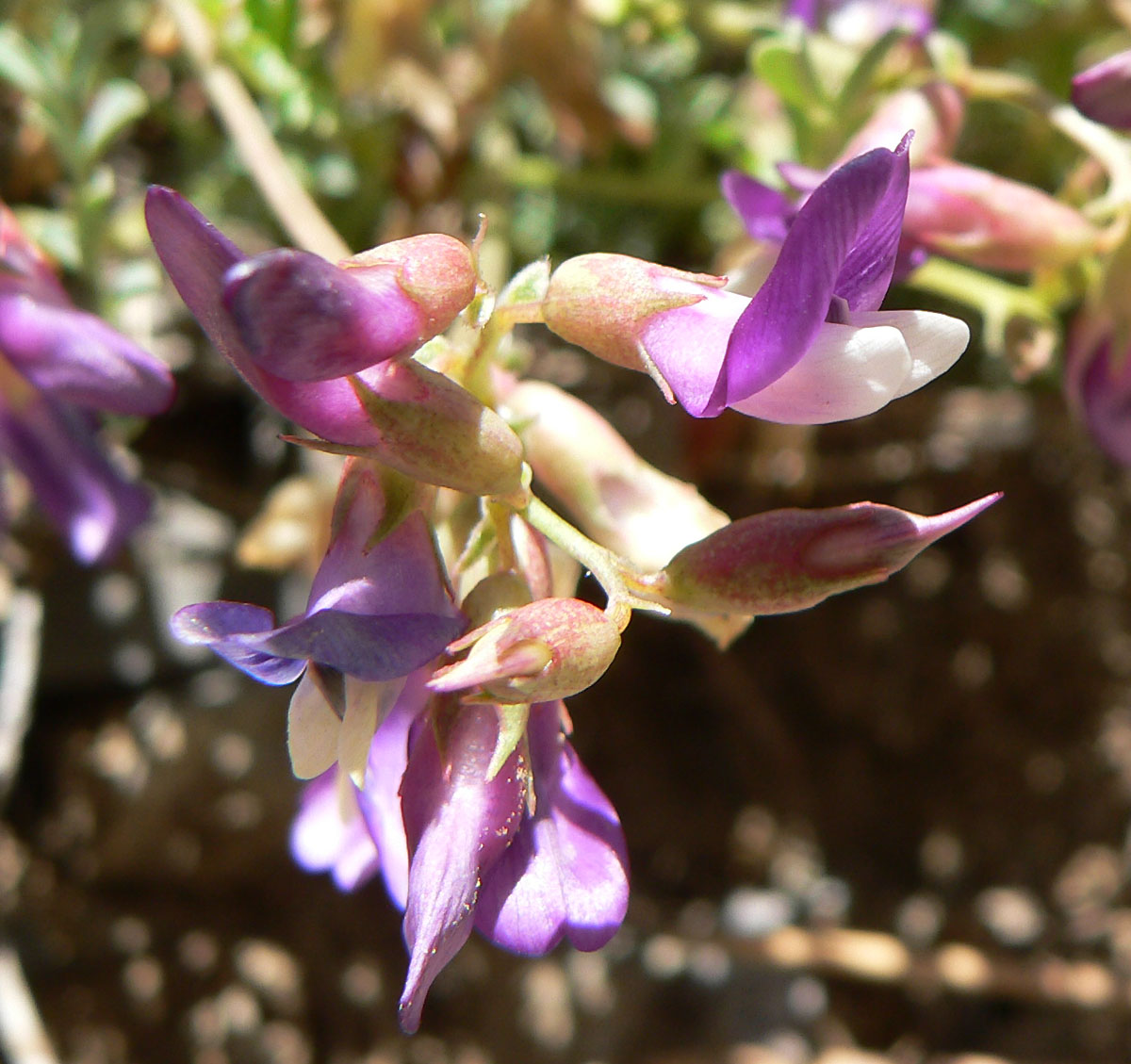
Detalle de la flor

## Distribución y hábitat
Es originaria del oeste de Estados Unidos, principalmente de California y Nevada, aunque una variedad se puede encontrar tan al este como Colorado. Es una planta de artemisa y otros hábitat secos.

## Descripción
Es una hierba perenne con un tallo lampiño que alcanza hasta unos 30 centímetros de longitud. Las hojas son de hasta 15 centímetros de largo y se componen de muchos foliolos ovalados para redondeados. La inflorescencia de 4 a 10 flores cada una de hasta 2 o 2,5 centímetros de largo. Las flores son de color crema o rojizo púrpura con puntas blancas. El fruto es una inflada legumbre de forma ovalada como vejiga, alcanzando de 2 a más de 5 centímetros de largo.

## Taxonomía
Astragalus oophorus fue descrita por  Sereno Watson y publicado en United States Geological Expolration (sic) of the Fortieth Parallel. Vol. 5, Botany 73. 1871.
Etimología
Astragalus: nombre genérico derivado del griego clásico άστράγαλος y luego del Latín astrăgălus aplicado ya en la antigüedad, entre otras cosas, a algunas plantas de la familia Fabaceae, debido a la forma cúbica de sus semillas parecidas a un hueso del pie.
oophorus: epíteto
Variedades aceptadas
- Astragalus oophorus var. caulescens (M.E.Jones) M.E.Jones

Sinonimia
- Astragalus jucundus (Jeps. & Rydb.) M.Peck
- Astragalus oophorus var. oophorus
- Phaca jucunda Jeps. & Rydb.
- Phaca oophora (S.Watson) Rydb.
- Tragacantha oophora (S.Watson) Kuntze[4]